# Gullegem Koerse
La Gullegem Koerse est une course cycliste disputée à Gullegem en Belgique.

## Historique
Créée en 1942, elle est l'une des kermesses cyclistes les plus importantes de la saison, au même titre que celle disputée à Grammont, réunissant les principaux coureurs du peloton cycliste belge. Elle a la particularité de se disputer le premier mardi de chaque mois de juin. Elle est, à ce titre, l'une des épreuves les plus prisées de la saison en Belgique par bon nombre de coureurs étant à la recherche d'un contrat pour la saison à venir.
L'édition 2007 fut celle qui vit le plus de participants avec un total de 247 coureurs au départ. On y retrouvait notamment Tom Boonen, Stijn Devolder, Niko Eeckhout, Nick Nuyens, Peter Van Petegem, Robbie McEwen ou encore Nico Mattan. L'édition 2013 voit elle aussi un beau plateau de coureurs au départ puisque l'on y retrouvait les deux grandes stars du cyclisme belge avec Tom Boonen, alors champion de Belgique et Philippe Gilbert qui était lui champion du monde. Figurait aussi sur la ligne de départ l'idole nationale du Cyclo-cross en la personne de Sven Nys lui aussi champion du monde mais en Cyclo-cross. Figuraient notamment au départ de l'édition 2014, les stars belges Tom Boonen, Philippe Gilbert et Sven Nys mais aussi le vainqueur du Paris-Roubaix 2014, Niki Terpstra, le vainqueur du Tour des Flandres 2014, Fabian Cancellara ou encore le sprinteur britannique Mark Cavendish.

## Palmarès
| Année     | Vainqueur               | Deuxième                 | Troisième                |
| --------- | ----------------------- | ------------------------ | ------------------------ |
| 1942      | Marcel Kint             | Albert Decin (nl)        | Karel Kaers              |
| 1943-1944 | Pas organisé            | Pas organisé             | Pas organisé             |
| 1945      | Albert Decin (nl)       | Briek Schotte            | Roger Cnockaert          |
| 1946      | Ernest Sterckx          | Briek Schotte            | Sylvain Grysolle         |
| 1947      | Roger Cnockaert         | Emmanuel Thoma (es)      | Louis Brusselmans        |
| 1948      | Emmanuel Thoma (es)     | Henri Bauwens            | Stan Ockers              |
| 1949      | André Declerck          | Marcel Kint              | André Maelbrancke        |
| 1950      | Valère Ollivier         | Briek Schotte            | Albert Ramon             |
| 1951      | Karel Leysen            | Emmanuel Thoma (es)      | Maurice Mollin           |
| 1952      | César Marcelak          | Maurice Joye             | Emmanuel Thoma (es)      |
| 1953      | René Daelman            | Henri Denys              | Germain Derijcke         |
| 1954      | Omer Braeckeveldt       | Lucien Victor            | André Noyelle            |
| 1955      | Willy Truye             | Gilbert Desmet           | René Mertens             |
| 1956      | Karel Clerckx           | Roger Devoldere          | Julien Schepens          |
| 1957      | Cyriel Van Bossel       | Noël Foré                | Maurice Meuleman         |
| 1958      | Gustaaf Van Vaerenbergh | Gilbert Desmet           | Marcel Ongenae           |
| 1959      | Jozef Van Bael          | Willy Vannitsen          | Piet Oellibrandt         |
| 1960      | Willy Truye             | Noël Foré                | Joseph Planckaert        |
| 1961      | Joseph Planckaert       | Romain Van Wynsberghe    | Daniel Doom              |
| 1962      | Marcel Ongenae          | André Messelis           | Frans Melckenbeeck       |
| 1963      | Marcel Seynaeve         | Jos Hoevenaers           | Louis Proost             |
| 1964      | André Messelis          | Émile Daems              | Etienne Vercauteren      |
| 1965      | Lionel Vandamme         | Georges Vandenberghe     | Bernard Van De Kerckhove |
| 1966      | Georges Delvael         | Léon Gevaert             | Georges Vandenberghe     |
| 1967      | Georges Van Coningsloo  | Walter Godefroot         | Roger Kindt              |
| 1968      | Eric Leman              | Bernard Van De Kerckhove | Walter Boucquet          |
| 1969      | Noël Vantyghem          | Ludo Vandromme           | André Hendryckx          |
| 1970      | André Dierickx          | Julien Gaelens           | Rudy Serruys             |
| 1971      | Eric Leman              | Noël Vantyghem           | Fernand Van Rymenant     |
| 1972      | Eddy Peelman            | Willy Van Neste          | Richard Bukacki          |
| 1973      | Frans Van Looy          | Fernand Van Rymenant     | Gerard Vianen            |
| 1974      | Ronald De Witte         | Urbain De Brauwer        | José Vanackere           |
| 1975      | Richard Bukacki         | Lucien De Brauwere       | Luc Leman                |
| 1976      | Daniel Verplancke       | Carlos Cuyle             | Eddy Cael                |
| 1977      | Patrick Lefevere        | Marc Meernhout           | Serge Vandaele           |
| 1978      | Gustaaf Van Roosbroeck  | Herman Vanspringel       | Walter Dalgal            |
| 1979      | Carlos Cuyle            | Marc Demeyer             | Herman Vanspringel       |
| 1980      | Dirk Baert              | Dirk Heirweg             | Ronny Van Marcke         |
| 1981      | Marc Renier             | André Boonen (nl)        | Michel Demeyre           |
| 1982      | Alain Desaever (nl)     | Ludo Schurgers (nl)      | Eddy Van Hoof            |
| 1983      | Eddy Vanhaerens         | Bert Oosterbosch         | Adri van Houwelingen     |
| 1984      | Willy Teirlinck         | Gery Verlinden           | Luc De Smet (nl)         |
| 1985      | José Vanackere          | Fons De Wolf             | Luc Govaerts             |
| 1986      | Dirk Heirweg            | Jean-Luc Vandenbroucke   | Frank Verleyen           |
| 1987      | Marnix Lameire          | Hendrik Redant           | Rudy Pevenage            |
| 1988      | Roger Ilegems           | Werner Devos             | Gino De Backer           |
| 1989      | Marc Sprangers          | Willy Willems            | Jean-Marc Vandenberghe   |
| 1990      | Johan Devos             | Marco van der Hulst (nl) | Peter Van Impe           |
| 1991      | Luc Colijn              | Rik Van Slycke           | Jonas Romanovas          |
| 1992      | Rik Van Slycke          | Patrick Evenepoel        | Johan Melsen             |
| 1993      | Michel Cornelisse       | Jean-Pierre Heynderickx  | Niko Eeckhout            |
| 1994      | Wim Omloop              | Hans De Clercq           | Willy Willems            |
| 1995      | Wilfried Nelissen       | Jo Planckaert            | Jean-Pierre Heynderickx  |
| 1996      | Michel Cornelisse       | Jans Koerts              | Jo Planckaert            |
| 1997      | Hans De Meester         | Dany Baeyens             | Frank Høj                |
| 1998      | Geert Van Bondt         | Frank Høj                | Bart Heirewegh           |
| 1999      | Niko Eeckhout           | Saulius Ruškys           | Jo Planckaert            |
| 2000      | Nico Mattan             | Wim Omloop               | Geert Omloop             |
| 2001      | Roger Hammond           | Nico Mattan              | Bert Roesems             |
| 2002      | Peter Van Petegem       | Robbie McEwen            | Geert Omloop             |
| 2003      | Gino De Weirdt          | Kurt Van Landeghem       | Andrew Vancoillie        |
| 2004      | Steven Caethoven        | Stefan Adamsson          | Geert Omloop             |
| 2005      | Bart Vanheule           | Niko Eeckhout            | Ludo Dierckxsens         |
| 2006      | Christoph Roodhooft     | Dirk Clarysse            | Steven De Decker         |
| 2007      | Geert Omloop            | Glenn D'Hollander        | David Boucher            |
| 2008      | Bert De Backer          | Nico Kuypers             | Frank Dressler-Lehnhof   |
| 2009      | Wouter Weylandt         | Stefan van Dijk          | Roy Sentjens             |
| 2010      | Wouter Weylandt         | Greg Van Avermaet        | Arnoud van Groen         |
| 2011      | Philippe Gilbert        | Francesco Chicchi        | Aidis Kruopis            |
| 2012      | Matteo Trentin          | Guillaume Van Keirsbulck | Kenny Dehaes             |
| 2013      | Andrew Fenn             | Yves Lampaert            | Benjamin Verraes         |
| 2014      | Jonas Van Genechten     | Gianni Meersman          | Benjamin Verraes         |
| 2015      | Kris Boeckmans          | Benjamin Verraes         | Greg Van Avermaet        |
| 2016      | Greg Van Avermaet       | Yves Lampaert            | Tosh Van Der Sande       |
| 2017      | Yves Lampaert           | Julien Vermote           | Tim Declercq             |
| 2018      | Jürgen Roelandts        | Greg Van Avermaet        | Oliver Naesen            |
| 2019      | Yves Lampaert           | Michael Morkov           | Stan Dewulf              |
| 2021      | Stan Van Tricht         | Cériel Desal             | Pieter Serry             |
| 2022      | Remco Evenepoel         | Sasha Weemaes            | Jarne Van Grieken        |
| 2023      | Warre Vangheluwe        | Tim Merlier              | Timothy Dupont           |
| 2024      | Martin Svrček           | Yves Lampaert            | Lionel Taminiaux         |
| 2025      | Dries De Bondt          | Yves Lampaert            | Stan Dewulf              |